# Künstlerdatenbank und Nachlassarchiv Niedersachsen
Künstlerdatenbank und Nachlassarchiv Niedersachsen sind ein Internet-Portal mit Datenbank, in die in Niedersachsen tätige Künstler ihre eigenen Werke als digitalen Nachlass einpflegen können, um so – frei zugänglich – für die Öffentlichkeit sichtbar zu werden; und auch langfristig sichtbar zu bleiben. Das Projekt ist an das aus mehr als 500.000 Objekten bestehende Portal Kulturerbe Niedersachsen angebunden.

## Geschichte
Das Projekt wurde vom Niedersächsischen Ministerium für Wissenschaft und Kultur in Kooperation mit dem Bund Bildender Künstler (BBK) initiiert. Nach dreijähriger Vorarbeit wurde die Datenbank am 15. September 2018 unter Teilnahme der Ministerialdirigentin im niedersächsischen Ministerium für Wissenschaft und Kultur Annette Schwandner, dem Leiter der Digitalen Bibliothek der Verbundzentrale des Gemeinsamen Bibliotheksverbundes (GBV), Frank Dührkohp und der Bundesvorsitzenden des BBK, Dagmar Schmidt, im Kunstverein Hannover eröffnet. Im Zuge der anschließenden Podiumsdiskussion erläuterte der Direktor des Sprengel Museums, Reinhard Spieler, die Vorzüge eines durch die Künstler selbst geschaffenen digitalen Nachlasses gegenüber dem bisherigen Umgang und Nöten von Museum mit realen, handfesten, in der Regel jedoch unsortierten und ganzen Nachlass-„Gebinden“.